# هالاخاه

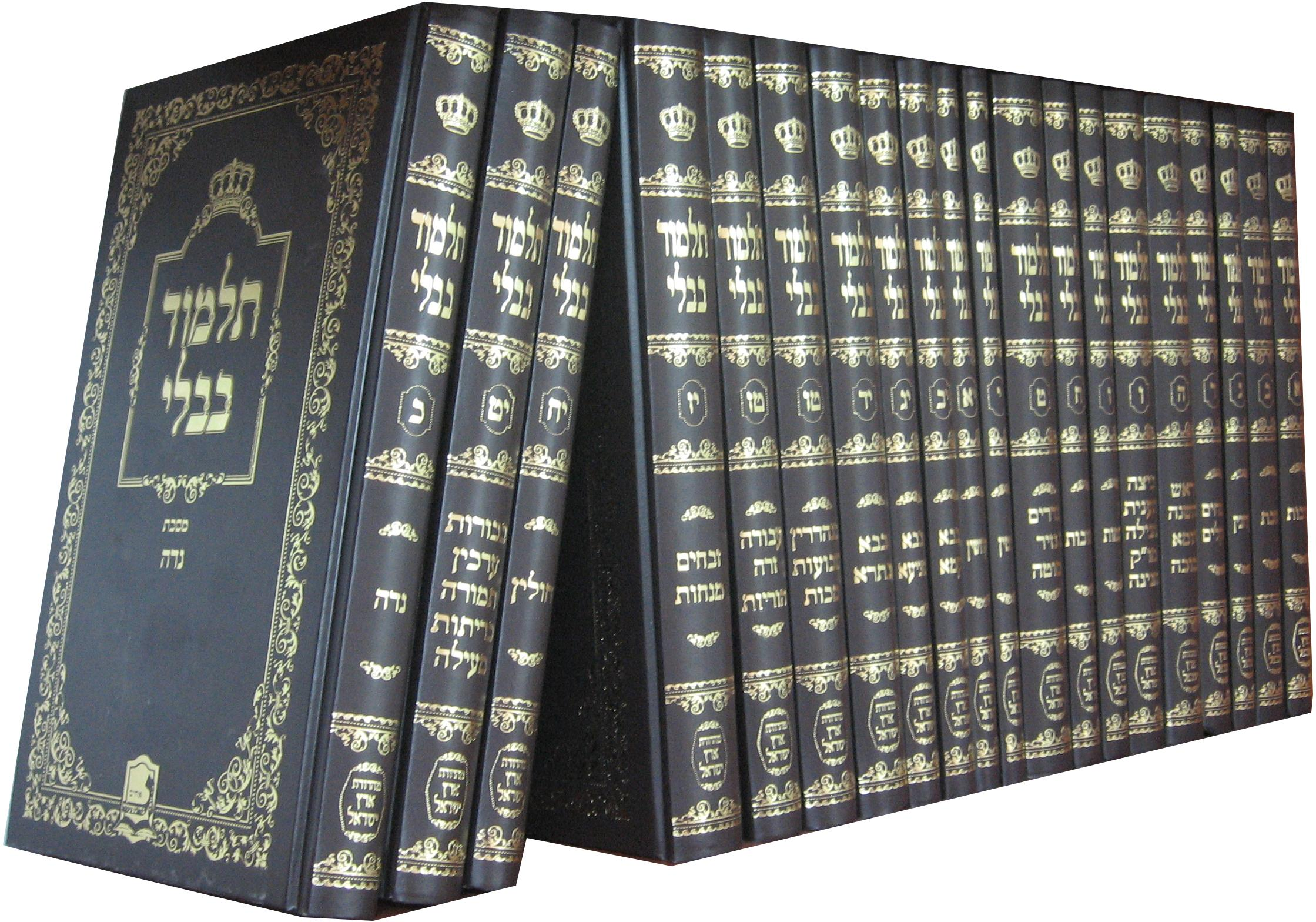

الهلاشا أو الهلكة أو الهلاخاه (بالعبرية: הַהֲלָכָה «السير» أو «المذهب») باللفظ الشرقي لها وهالوخ  باللفظة الأشكنازية أي الشريعة اليهودية وهي مجمع القوانين، التقاليد والإرشادات الدينية الموجب عليها لمن يتمسك بالديانة اليهودية. وتشمل 613 وصية، وتعاليم التلمود والتعاليم الحاخامية التي تعرف بالميتزفا (عبري:מִצְוָה). عندما يحتدم النقاش بين رجال دين يهود حول أي مسألة شرعية، ويسمى النقاش بالنقاش الهالاخي في الأوساط اليهودية، والمحصلة النهائية تسمى فتوى.
بدأ الاختلاف وظهور الفرق في اليهودية نتيجة التفسيرات والتأويلات المختلفة للهلاخاه حينما اختلف الصدوقيون والفريسيون وبين القراؤون والحاخاميين من جهة أخرى.
و في حالات معاصرة، حصل الاختلاف والانشقاق لقضايا تتعلق بتعديل النصوص لموافقتها الزمن بين اليهود الليبراليين أو باليهودية التقدمية واليهود الأرثوذكس.

## الأصل اللغوي
كلمة هلاخاه مشتقة من الفعل العبري (عبري: הָלַךְ، هالاخ) وتعني المشي أو المسير والترجمة الأدق لهالاخاه ليست قانون بل طريقة ومرتبطة كذلك بالآجاداه
.
أكثر مراجع الهالاخاه أهمية هو التلمود وهو مادة التعليم الرئيسي في المدارس اليهودية الدينية (يشيفات). ولكن الهلاخاه العصرية تستند إلى مراجع أخرى أيضا، حيث لا يمكن تعليم أداء الوصايا الدينية منه في العصر الحالي. أهم المراجع الإرشادية لأداء الهلاخاه العصرية هو كتاب «شلحان عاروخ» («المائدة الممدودة») ألفه الحاخام السفاردي يوسف قارو في مدينة صفد في القرن ال16 (تمت طباعته في مدينة البندقية بإيطاليا سنة 1565). بعد صدوره بقليل كتب الحاخام الأشكينازي موشيه إيسرليش في مدينة كراكوف البولندية ملحقا يصف فيه تقاليد اليهود الأشكيناز.
في اليهودية العصرية تعد الشريعة الشفوية، التفسير والتقاليد أكثر من وصايا التوراة المكتوبة أهمية. وحسب طريقة الهلاخاه العصرية توصيات الحاخام لمجتمعته كأنها وصايا من عند الرب، ما دام الحاخام يتابع مبادئ الإفتاء المجمع عليها في الطوائف اليهودية. ومع أن التوراة تعتبر كتاب مقدس، تختلف وصايا الهلاخاه كثيرا عما يكتب في التوراة حرفيا، ويجب على اليهودي المتدين اتباع وصايا الهلاخاه وليس نص التوراة الحرفي.